# رومان إدوار
رومان إدوار Romain Édouard (ولد في 28 نوفمبر 1990) لاعب شطرنج فرنسي يحمل لقب أستاذ كبير.

## حياته
- ولد في بواتييه، وتعلم الشطرنج في سن الخامسة، ولعب في أول دورة شطرنج له عام 2001.

## مدربه
- تدرب على يد الأستاذ الكبير الفرنسي أوليفييه رينيه خلال فترة مراهقته.

## إنجازات
- فاز ببطولة أوروبا تحت 16 سنة عام 2006.
- فاز بعدة دورات شطرنج منها دورة ساراغوسا 2008، باد فيسزيه 2008، أندورا 2009، إيشترناخ 2009 و2010، هاستنغز 2009/2010، كليرمون فيران 2011.
- فاز ببطولة فرنسا للشطرنج عام 2012 بالتعادل مع كريتسان باور، ماكسيم فاشييه لاغراف، إتيان باكرو.
- فاز بدورة العين للشطرنج الكلاسيكي عام 2012، بعد هزيمته لماكسيم فاشييه لاغراف.
- لعب باسم بلاده في أولمبياد الشطرنج أعوام 2010، 2012، 2014 وبطولة فرق أوروبا للشطرنج أعوام 2009، 2013، 2015.

## ألقاب
- حصل على لقب أستاذ دولي عام 2007، ولقب أستاذ كبير عام 2009.

## تصنيف إيلو
- بلغ تصنيف إيلو 2613 في يناير 2018.

## كتبه
- ألف عدة كتب منها: دليل الشطرنج لتجنب الأخطاء 2014.

## روابط خارجية
- رومان إدوار على موقع الاتحاد الدولي للشطرنج (الإنجليزية)
- رومان إدوار على موقع مباريات الشطرنج (الإنجليزية)
- رومان إدوار على موقع 365Chess.com (الإنجليزية)
- رومان إدوار على موقع Chesstempo.com (الإنجليزية)
- رومان إدوار على موقع الاتحاد الأمريكي للشطرنج (الإنجليزية)
- رومان إدوار سجل أولمبياد الشطرنج على موقع OlimpBase.org (الإنجليزية)